# Crucecita Alta
Crucecita Alta, es una localidad chilena ubicada en la provincia de Huasco, Región de Atacama. Se ubica en el Valle de El Carmen.

## Historia
Esta localidad está ubicado en el Valle del Carmen, y conforma la misma unidad vecinal que Crucecita Baja, ubicada en río El Carmen.
Crucecita Alta es una localidad agrícola cuya producción se dedicó a la vitivinicultura y actualmente a la exportación de uva de mesa. 

## Turismo
Crucecita Alta se encuentra muy próximo a las localidades de Crucecita Baja y de  Algarrobal.
Es un lugar adecuado para realizar observación de flora y fauna, senderismo y actividades de turismo rural.

## Accesibilidad y transporte
Crucecita Alta se encuentra ubicada a 18,1 kilómetros de Alto del Carmen a través de la Ruta C-489 y 6,4 km San Félix.
Existe transporte público diario a través de buses de rurales desde el terminar rural del Centro de Servicios de la Comuna de Alto del Carmen, ubicado en calle Marañón 1289, Vallenar.
Si viaja en vehículo propio, no olvide cargar suficiente combustible en Vallenar antes de partir. No existen puntos de venta de combustible en la comuna de Alto del Carmen.
A pesar de la distancia, es necesario considerar un tiempo mayor de viaje, debido a que la velocidad de viaje esta limitada por el diseño del camino. Se sugiere hacer una parada de descanso en el poblado de Alto del Carmen para hacer más grato su viaje.
El camino es transitable durante todo el año, sin embargo es necesario tomar precauciones en caso de eventuales lluvias en invierno.

## Alojamiento y alimentación
En la comuna de Alto del Carmen existen pocos servicios de alojamiento formales, es posible encontrar en el poblado de Alto del Carmen y en  Retamo, se recomienda hacer una reserva con anticipación. Hay un servicio de alojamiento rural en proceso de formalización en Crucecita.
En las proximidades a Crucecita Alta hay un servicio formal de Camping. También se puede encontrar algunos puntos rurales con facilidades para los campistas en los alrededores de Cerro Blanco y en Retamo.
Los servicios de alimentación son escasos, existiendo en Alto del Carmen, Retamo, San Félix y El Churcal algunos restaurantes.
En muchos poblados hay pequeños almacenes que pueden facilitar la adquisición de productos básicos durante su visita.

## Salud, conectividad y seguridad
Crucecita Alta cuenta con servicios de agua potable rural y electricidad.
En Alto del Carmen y  San Félix se encuentran localizados un Retenes de Carabineros de Chile y Postas Rurales dependientes del Municipio de Alto del Carmen.
En Crucecita Alta, no hay servicio de teléfonos públicos rurales.
El Municipio de Alto del Carmen cuenta con una red de radio VHF en toda la comuna en caso de emergencias.
En Crucecita Alta a no hay servicio de cajeros automáticos, por lo que se sugiere tomar precauciones antes del viaje. Sólo en el poblado de Alto del Carmen existe un cajero automático. 
Por otra parte, en el poblado de Retamo existe un servicio de Caja Vecina.